# Familiens råd
|  | Denne artikel er oprettet af botten Steenthbot ud fra en ekstern database. Den kan derfor have sproglige fejl eller mangler. Denne skabelon kan fjernes efter kontrol af indholdet. |

Familiens råd er en dansk dokumentarfilm fra 2005 instrueret af Ulrik Holmstrup efter eget manuskript.

## Handling
Familierådgivning er en metoder, der vinder mere og mere indpas især inden for børne- og ungeområdet. Metoder bygger på den grundlæggende antagelse, at alle familier har ressourcer, og at det er familien selv, der har de bedste forudsætninger for at vide, hvor skoen trykker - og komme med løsninger til gavn for barnet/den unge.